# City of Angels (canción de 30 Seconds to Mars)
«City of Angels» es una canción de rock experimental interpretada por la banda estadounidense 30 Seconds to Mars y lanzada como tercer sencillo de su cuarto álbum de estudio, Love, Lust, Faith and Dreams. La canción fue lanzada como sencillo en CD el 30 de julio de 2013.

## Vídeo musical
El video del tema fue dirigido por Jared Leto, vocalista de la banda. Fue estrenado en YouTube el 29 de octubre de 2013.

## Presentaciones en vivo
«City of Angels» fue agregada al repertorio del Love, Lust, Faith and Dreams Tour, gira musical de la banda. También fue interpretada en el festival musical Rock am Ring.